# Lophotis savilei
Lophotis savilei — малоизученный вид птиц из семейства дрофиных (лат. Otididae).    Раннее этот вид считали подвидом краснохохлой малой дрофы (Lophotis ruficrista). Некоторые систематики относят их к роду Eupodotis.

## Этимология видового названия
Хуберт Линес описал этот вид в 1920 году в честь подполковника Роберта Висей Сэвайла (англ. Robert Vesey Savile, 1873—1947), который был британским военным и дипломатом. Он служил в Судане, начиная с 1901 года, и был губернатором провинции Дарфур в 1917—1923 годах. Сайт Хeno-canto предлагает русское название малая дрофа Савильова, основанное на искажённой русской транскрипции фамилии подполковника Сэвайла.

## Описание
Длина тела Lophotis savilei достигает 42 сантиметра. Информация о массе представителей этого вида отсутствует. Эта дрофа меньше по размерам, чем как Lophotis gindiana, так  и краснохохлая малая дрофа (Lophotis ruficrista). Голова не такая серая, как у Lophotis ruficrista. Горло более черное, а грудь менее белая, чем у Lophotis gindiana. Верхняя часть тела более насыщенного рыжевато-песочного цвета, а желто-коричневые V-образные метки Lophotis ruficrista практически отсутствуют у этого вида. Голова и шея у самок ржаво-коричневого цвета.

## Распространение
Ареал Lophotis savilei занимает почти всю зону Сазеля и узкой полосой тянетсяот юго-западной Мавритании через Сенегал, Мали, Буркина-Фасо, Кот-д'Ивуар, Нигер, северо-восток Нигерии до Чада и центрального Судана.
Ареал близкого вида Lophotis ruficrista простирается над югом Африки от южной части Анголы и северо-востока Намибии на западе через Ботсвану, юго-запад Замбии и Зимбабве на восток до Мозамбика, а также на север Южной Африки и Эсватини.

## Места обитания
Lophotis savilei населяет кустарниковые заросли и светлые саванные леса, заросли рядом с высохшими прудами, поляны и плоские кустарники, среди которых преобладают травы рода Aristida и акации.

## Образ жизни
О поведении Lophotis savilei при поисках пищи нет информации. Предположительно ее поведение в этой ситуации похоже на таковое у краснохохлой малой дрофы. В западной части ареала сезон размножения продолжается с сентября по октябрь. В Чаде активное размножение наблюдалось в сезон дождей с июня по август, а в Судане птицы, готовые к размножению, были отмечены с июля по сентябрь. По гнездовому поведению, очевидно, похожа на краснохохлую малую дрофу. Lophotis savilei обычно ведёт оседлый образ жизни, но этот вид появляется в национальном парке W в Нигере только в сухой сезон (с декабря по май). Во время дождей гнездится на севере за пределами Нигерии.

## Охранный статус
Информации о статусе популяции мало. Говорят, что Lophotis savilei довольно распространен во всей области распространения. Но Нигерии ареал этого вида ограничен только северо-западом страны. Он внесён в Приложение II Вашингтонской конвенции об исчезающих видах и отнесен BirdLife International к категории «Вызывающие наименьшие опасения» (англ. Least concern, LC).